# Усть-Кажа
Усть-Ка́жа — село в Красногорском районе Алтайского края, административный центр муниципального образования Усть-Кажинский сельсовет.

## География
Расположено на левом берегу Бии в 80 км к востоку от Бийска и в 195 км к юго-востоку от Барнаула.
В селе имеется средняя общеобразовательная школа.

## История
Основано в 1861 году. В 1926 году состояло из 150 хозяйств. В национальном составе населения того периода преобладали русские. В административном отношении являлась центром Усть-Кажинского сельсовета Старо-Бардинского района Бийского округа Сибирского края.

## Население
| 1926 | 1997  | 1998  | 1999  | 2000  | 2001 | 2002 | 2003 | 2004 |
| ---- | ----- | ----- | ----- | ----- | ---- | ---- | ---- | ---- |
| 755  | ↗1061 | ↘1050 | ↘1045 | ↘1036 | ↘938 | ↘911 | ↘877 | ↘875 |
| 2005 | 2006  | 2007  | 2008  | 2009  | 2010 | 2011 | 2012 | 2013 |
| ↗888 | ↘834  | ↗838  | ↗869  | ↘807  | ↘701 | ↘699 | ↗707 | ↘697 |

Национальный состав
Согласно результатам переписи 2002 года, в национальной структуре населения русские составляли 95 %.